# HK33
HK33 — автомат, разработанный западногерманской компанией Heckler & Koch на основе автоматической винтовки HK G3 при участии американской фирмы "Harrington & Richardson". 

## История
В 1966 году разработка HK-33 была завершена и оружие было предложено на экспорт в пяти вариантах исполнения (с постоянным прикладом; со складным прикладом; с возможностью установки оптического прицела и др.). В 1968 году в ФРГ началось серийное производство автоматов HK-33 (точная дата прекращения их производства неизвестна, но в 2000 году HK-33 был исключён из перечня продукции компании "Heckler & Koch").
В конце 1970х годов для замены HK-33 был разработан автомат HK G41. Позднее лицензия на производство HK33 была продана турецкой фирме MKEK, начавшей с 1999 года производство автомата для турецкой армии.

## Описание
Основными отличиями HK33 от G3 стали меньшие калибр, масса и размеры. Механика же оружия не подверглась изменениям.
Изначально, самые первые образцы HK-33 были оснащены 20-зарядными магазинами (так как это оружие рассматривалось в качестве конкурента M16A1, также имевшей 20-зарядный магазин), но в дальнейшем были разработаны 25-зарядные, 30-зарядные и 40-зарядные магазины.
Оружие отличается технологичностью в производстве и модульностью конструкции (часть деталей является взаимозаменяемой с другим оружием "Хеклер-Кох" - в частности, HK-33 может быть оснащена стандартными складными сошками от HK G3, а HK33SG/1 комплектуется стандартным креплением для оптического прицела к HK G-3SG/1). Возможна установка различных модулей ударно-спускового механизма, как с отсечкой очереди, так и без неё. На армейские модификации может быть установлен 40-мм подствольный гранатомёт HK79 и штык-нож.
Ствольная коробка — штампованная. Также имеется возможность метания винтовочных гранат со ствола (кроме укороченных вариантов).

## Варианты
- HK33A2 — вариант с фиксированным пластиковым прикладом и возможностью стрельбы непрерывными очередями[1].
- HK33SG/1 — снайперский вариант с оптическим прицелом[1]
  - HK33EA2 — экспортный вариант 33A2, отличающийся возможностью стрельбы очередями с отсечкой по 3 выстрела.
- HK33A3 — вариант с телескопическим металлическим прикладом с резиновым затыльником[1].
  - HK33EA3 — экспортный вариант HK33A3, отличающийся возможностью стрельбы очередями с отсечкой по 3 выстрела.
- HK33KA3 — укороченный вариант со стволом длиной 322 мм и телескопическим прикладом. Установка подствольного гранатомёта и стрельба винтовочными гранатами невозможна.
  - HK33EKA3 — экспортный вариант 33KA3, отличающийся возможностью стрельбы очередями с отсечкой по 3 выстрела.
- Harrington & Richardson T223 - партия автоматов, выпущенная по лицензии фирмой "Harrington & Richardson" для продажи на внутреннем рынке США (от HK-33 отличается маркировкой на английском языке)[2]
- HK 53 — вариант HK33KA3 с укороченным до 211 мм стволом, удлинённым четырёхщелевым пламегасителем и цевьём, аналогичным HK MP5. Установка подствольного гранатомёта и штык-ножа невозможна. Производился с 1975 года и использовался спецподразделениями GSG 9, SAS и SWAT.
  - HK 53 MIC — вариант HK 53 для экипажей боевых машин.
- HK 13 — лёгкий ручной пулемёт.
- HK 93 — самозарядный вариант с длиной ствола 16 дюймов, разработанный в начале 1970х годов и предлагавшийся для продажи в качестве гражданского оружия.
- "Тип 11" (ปลย.11) - винтовка HK33, производимая в Таиланде по лицензии.

Спортивные варианты
- C-93 - гражданская самозарядная версия производства Century International Arms, Inc. Производится со стволом длиной 18,9 или 16,25 дюйма.

## Страны-эксплуатанты
- США — очень небольшое количество H&R T223 было закуплено и использовалось спецподразделением SEAL[2]
- Таиланд - автоматы M-16 и HK-33 находятся на вооружении вооруженных сил и спецподразделений полиции; кроме того, партия автоматов HK-33 находится на вооружении сотрудников лесной охраны, обеспечивающих охрану заповедников[3]